# Park Kyung-lim
Park Kyung-lim (30 de marzo de 1979) es una actriz y comediante surcoreana conocida por su ingenio y habilidades.

## Vida personal
Se casó con Park Jung-hoon en el Shilla Hotel en Seúl, 15 de julio de 2007. En julio de 2008 anunció que estaban esperando a su primer hijo. El 16 de julio anunció que estaba esperando a su segundo hijo durante la transmisión de Saebakhwi de la MBC. Sin embargo en octubre de 2011 sufrió un aborto espontáneo. La causa del aborto, según se informó, fue debido a una ruptura prematura de los fluidos amnióticos de oligohidramnios.

## Carrera
Debutó en 1998, pero dejó Corea para asistir a la New York Film Academy (Escuela de Cine Y Actuación) en los Estados Unidos, después de su regreso recuperó su popularidad como MC en el popular programa Good Sunday: X-Man! de la SBS. 
Dejó el espectáculo en el 2006 con el fin de organizar varios shows para la MBC, así como para desarrollar su propio programa de radio.
Fue miembro permanente del show High-Five,  parte de la formación Happy Sunday de la KBS, hasta su cancelación en el 2008. También fue anfitriona de su propio programa titulado Park Kyung-lim Wonderful Outing en la MBC Every1. 
Participó como presentadora del programa "Thank You for Waking Us Up!" y de "Thank You for Raising Me Up!" con SS501. 
En 2016 se anunció que sería una de los presentadores en el  reality show Ultimate Beastmaster de Netflix.

## Filmografía

### Series de televisión
| Año  | Título                     | Personaje      | Ref.  |
| ---- | -------------------------- | -------------- | ----- |
| 2010 | High Kick Through The Roof | Park Kyung-lim |       |
| 2025 | I Am a Running Mate        |                | [ 5 ] |

### Programas de televisión
- Ultimate Beastmaster (2017)  participó como anfitrión de Corea del Sur.
- King of Mask Singer (2018), concursó como "Lady Vengeance" ep. 163

## Libros
- Park Kyung-lim, Cartoon Essay 《네모천사 경림이》(2001) ISBN 899-52-35306
- Park Kyung-lim, English Success Story (2004) ISBN 897-04-18-911
- 박경림의 사람 (2008) ISBN 978-89-01-08223-3

## Premios
| Año  | Premio                  | Nominación                                   | Trabajo               | Resultado |
| ---- | ----------------------- | -------------------------------------------- | --------------------- | --------- |
| 2002 | Mnet Asian Music Awards | Mejor Artista debutante (categoría femenina) | "Ilusión" (착각의 늪) | Nominada  |